# Temporada 2017-2018 del Club Joventut Badalona
La temporada 2017-2018 és la 79a temporada en actiu del Club Joventut Badalona des que va començar a competir de manera oficial. La Penya disputa la seva 62a temporada a la màxima categoria del bàsquet espanyol. És la segona en que participa amb la denomicació Divina Seguros Joventut.